# Clinical Toxicology
Clinical Toxicology (abrégé en Clin. Toxicol.) est une revue scientifique à comité de lecture. Ce journal publie des articles de recherche dans le domaine de la toxicologie clinique.
D'après le Journal Citation Reports, le facteur d'impact de ce journal était de 3,673 en 2014. Actuellement, le directeur de publication est E. Martin Caravati.